# Джордж IV
Джордж IV (Джордж Огъстъс Фредерик, на английски: George Augustus Frederick) е крал на Обединеното кралство Великобритания и Ирландия и крал на Хановер от 1820 до смъртта си през 1830. От 1811 той е принц-регент, управляващ от името на баща си Джордж III, страдащ от умствено заболяване (впоследствие се оказва порфирия).

## Живот
Джордж IV е най-възрастният син на Джордж III и Шарлот и е роден на 12 август 1762 г. Той е противоположност на баща си – консерватор в политиката и с многобройни любовни връзки. Въпреки възмутителните му любовни връзки и големи разходи, е голям покровител на изкуствата. Той прави огромна колекция книги за своя баща, която е дарена при създаване библиотеката на Британския музей и вдъхновява стила на „регентството“ в архитектурата. Екстравагантността на Джордж се проявява във времена на голяма бедност и мизерия, причинени от войните с Наполеон и промените, дошли след промишлената революция.
Влюбчивата природа на Джордж поражда много критики. Той се жени тайно за своята първа съпруга, вдовицата католичка Мери Фицбърт през 1785 г., без разрешението на баща си. Със заповед на баща му бракът е обявен за незаконен. На принц Джордж е заявено, че ако бракът му с католичка продължи, той няма да властва. След разтрогването на брака им от съда, той отново се връща към многобройните любовни връзки, докато през 1795 г. не се предава на желанието на баща си да се ожени за Керълайн – братовчедка му Каролина фон Брауншвайг-Волфенбутел. Двойката се ненавижда и от брака им се ражда само една дъщеря през 1796 г. Керълайн заминава с детето за Италия и се връща чак когато Джордж наследява баща си, за да претендира за правата на кралица. Джордж попречва на коронацията ѝ отричайки правото и да бъде кралица. Дъщерята Шарлота Августа се омъжва за Леополд Сакс Кобург-Гота (1790 – 1865) на 02 май 1816 г. На следващата година тя ражда мъртво момче и умира от кръвоизлив на 06 ноември 1817 г.
Джордж IV умира през 1830 г. Наследен е от брат си Уилям IV.